# Leif Eriksson
En aquest nom islandès, el darrer nom és un patronímic, no pas un cognom. La manera de referir-se a aquesta persona és pel nom de pila.
Leif Eriksson (nòrdic antic: Leifr Eiríksson) (970 dC – 1020 dC), anomenat L'afortunat, fou un explorador viking, que ha estat reconegut durant els últims anys com al primer europeu a arribar i assentar-se en el continent americà. La seva arribada és datada cap a l'any 1000, quasi 500 anys abans de Cristòfor Colom.

## Biografia
Es creu que Leif Eriksson va néixer al voltant de l'any 970 dC a l'illa d'Islàndia, fill del també explorador Eric el Roig (nòrdic antic: Eiríkr inn rauði) i Thjodhild (Þjóðhildr). El seu pare Eric fou un dels primers colonitzadors vikings de Groenlàndia.
Tenia dos germans, Thorvald i Thorsteinn, i una germana, Freydís. Leif es va casar amb una dona anomenada Thorgunna, i van tenir un fill, Thorkell Leifsson.
Es creu que va morir a Groenlàndia anys després de tornar de Vinland, tot i que aquestes dades tan exactes són difícils de confirmar, ja que es basen en les sagues, un gènere literari que barreja realitat i ficció constantment, escrites 200 anys després dels mateixos fets, i en les quals es troben algunes contradiccions cronològiques.

### L'exploració de l'oest de Groenlàndia
Durant l'estada a Noruega, Leif Eriksson va convertir-se al cristianisme, igual que molts altres nòrdics en aquell moment, a instància del rei Olaf I. Quan va retornar a Groenlàndia, va comprar l'embarcació del comerciant Bjarni Herjólfsson, el qual li va relatar el seu accidentat viatge cap a l'oest, marcat pels vents i l'espessa boira, amb el posterior albirament d'una terra verda i fèrtil, la qual es creu que podria ser la costa de la península del Labrador (actual Canadà).
La Saga dels groenlandesos narra com Leif va iniciar el seu viatge l'any 1002 o 1003 amb 35 persones per seguir la ruta de Bjarni, però en direcció cap al nord.
Les primeres terres que va trobar eren grans roques planes (nòrdic antic: hella). A causa d'això, va anomenar-les Helluland ('Terra de les roques planes'). Segurament es tractava de l'Illa de Baffin. Les següents terres que va trobar eren planes i boscoses, amb platges de sorra blanca, de manera que va anomenar-les Markland ('Terra de la fusta'). Es tracta possiblement de Labrador.

### Assentament a Vinland
Leif i els seus seguidors van deixar Markland i van navegar amb direcció sud, fins a trobar terra una vegada més, la qual van anomenar Vinland ('Terra de vinyes'). Van desembarcar-hi i van establir-hi una petita colònia (Leifbundir). Aquest petit campament constitueix el primer assentament europeu a Amèrica, cinc-cents anys abans que hi arribés Cristòfor Colom. Era una àrea amb abundància de pastures, raïm, i de salmons en els rius. El clima era temperat, amb una mica de gel a l'hivern i herba verda durant l'any. Els contactes amb els indígenes van ser cordials en un principi, però després aquests van destruir el campament i van assassinar el seu germà Thorvald —un dels primers exploradors de l'interior (zones no costaneres) de l'est de Nord-amèrica— uns anys més tard durant l'absència de Leif, que havia retornat en un principi de manera temporal al seu país.
La riquesa de la terra i el clima agradable la convertien en una zona perfecta per establir-s'hi, tot i que l'agressivitat dels indígenes (anomenats Skræling), sense el suport militar adequat, s'ha acceptat que va ser una de les principals causes de l'abandonament de la colònia. En el viatge de tornada, Leif va rescatar un nàufrag islandès anomenat Þórir i la seva tripulació, fet que li va fer rebre el malnom de L'afortunat (nòrdic antic: Leifr hinn heppni).
Recerques dutes a terme en els anys 50 i 60 per l'explorador Helge Ingstad i la seva dona, l'arqueòloga Anne Stine Ingstad, les quals van centrar-se en un antic campament indígena a l'extrem nord de l'illa de Terranova, lloc conegut actualment com a l'Anse aux Meadows, han confirmat la veracitat de les sagues de Vinlàndia, i l'assentament de Leifbundir. Partint de la base dels seus coneixements sobre cultures nòrdiques, l'anàlisi feta de les restes materials trobades al suposat campament indígena els va menar a la conclusió que aquell campament no podia ser de cap manera un assentament amerindi, sinó la famosa colònia vikinga del mateix Leif Eriksson.

## Posteriors expedicions vikingues
L'última referència d'una expedició en direcció a l'oest procedent de Groenlàndia data de l'any 1347. No foren expedicions amb un objectiu de conquesta o colonització, sinó d'abastiment. Els coneixements d'una terra rica en fusta ubicada a l'occident van generar nombrosos viatges amb l'objectiu d'abastir-se de fusta i altres materials que escassejaven a la colònia groenlandesa. És possible que es produïssin més expedicions posteriors al 1347, de les quals no hi ha documentació escrita, o no s'ha conservat.

## Llegat

### Europa nòrdica i medieval

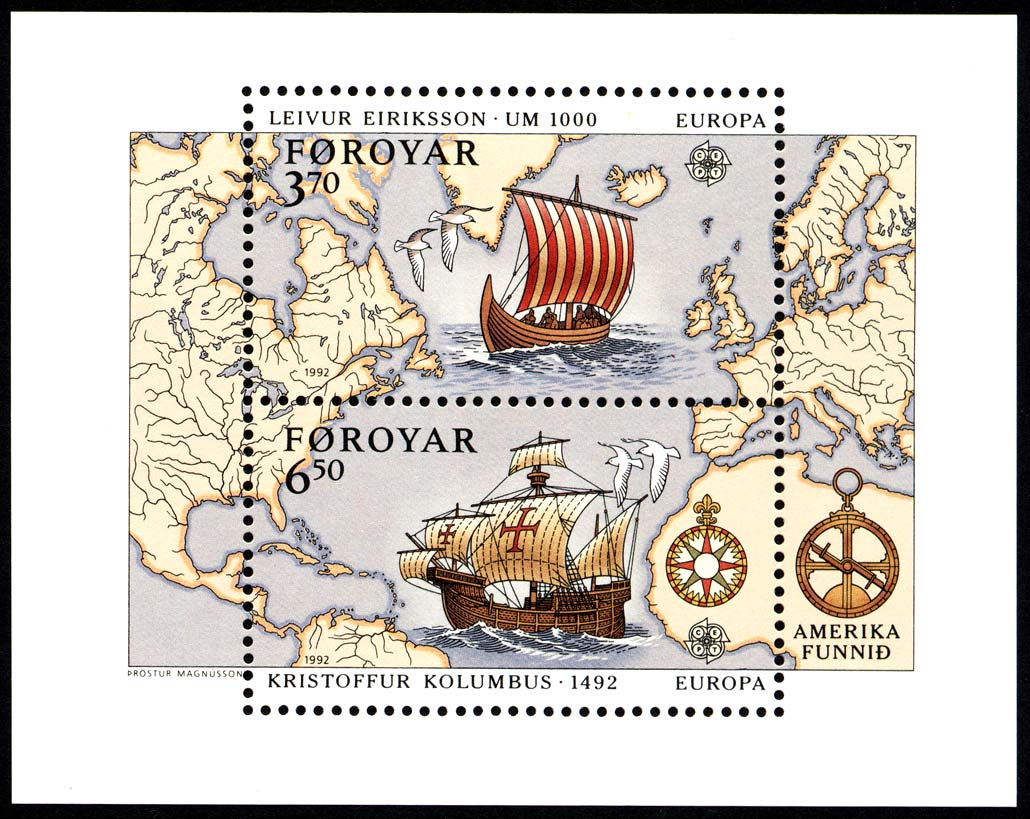
Discovery of America, un segell de les Illes Fèroe que commemora tant a Leif Erikson com a Cristòfor Colom.

L'exitosa expedició de Leif a Vinland va animar altres nòrdics a fer també el viatge, i els nòrdics es van convertir en els primers europeus a colonitzar la zona. Al final no hi va haver assentaments nòrdics permanents, tot i que els viatges esporàdics almenys a Markland per a farratge, fusta i comerç possiblement van durar segles. El to casual de les referències a aquestes àrees pot suggerir que el seu descobriment no va ser considerat especialment significatiu pels contemporanis, o que es va suposar que era de coneixement públic, o ambdues coses. El coneixement dels viatges a Vinland es va estendre per l'Europa medieval, encara que fins a quin punt no és clar; els escriptors van fer esment de terres remotes a l'oest, i sobretot el cronista medieval Adam de Bremen esmenta directament Vinland (c. 1075) basant-se en informes dels danesos. S'ha suggerit que el coneixement de Vinland podria haver-se mantingut als ports marítims europeus al segle xv, i que Cristòfor Colom, que va afirmar en una carta haver visitat Islàndia el 1477, en podria haver escoltat històries.

### Trobades nòrdiques amb els pobles indígenes
Tot i que Leif no tenia contacte amb els pobles indígenes de Vinland, ho van fer els exploradors nòrdics posteriors, referint-se a ells com skræling, un terme arcaic per a desgraciats.
Segons la Saga d'Erik el Roig, la primera trobada es va fer durant una expedició colonitzadora dirigida per Thorfinn Karlsefni, que també incloïa el germà de Leif, Thorvald. Al principi, aquest grup va comerciar amb els nadius, però setmanes després el nou assentament nòrdic de Hóp va ser atacat i Karlsefni va decidir abandonar-lo. Els nòrdics es van retirar al seu altre assentament a Straumfjǫrðr, on van romandre i van continuar explorant l'àrea general. Un matí es van trobar amb un nadiu d'una cama, que va disparar una fletxa que va matar Thorvald. És conegut per treure la fletxa i recitar poèticament la frase: «Aquest és un país ric que hem trobat; hi ha molt de greix al voltant de les meves entranyes», sobre la qual mor. Al seu retorn a Groenlàndia, la tripulació de Karlsefni va capturar dos nois nadius i els va portar a Groenlàndia.
Segons la Saga dels Groenlandesos, el germà de Leif, Thorvald, va fer el primer contacte amb els nadius. La trobada es va produir mentre Thorvald i la seva tripulació exploraven la costa, probablement a la zona de Markland, i van trobar nou nadius adormits sota vaixells. Van atacar els indígenes, matant-ne vuit, mentre un s'escapava. Poc després, en una aparent represàlia, Thorvald va ser assassinat per la fletxa d'un nadiu. Més tard, Thorfinn Karlsefni va dirigir un grup per colonitzar Vinland i es va trobar amb nadius, amb els quals van comerciar inicialment, però les relacions es van agreujar quan un nadiu va ser assassinat intentant robar armes als nòrdics. Com a represàlia, els nadius van atacar i Karlsefni va decidir abandonar la colònia.

### Viatges i commemoració

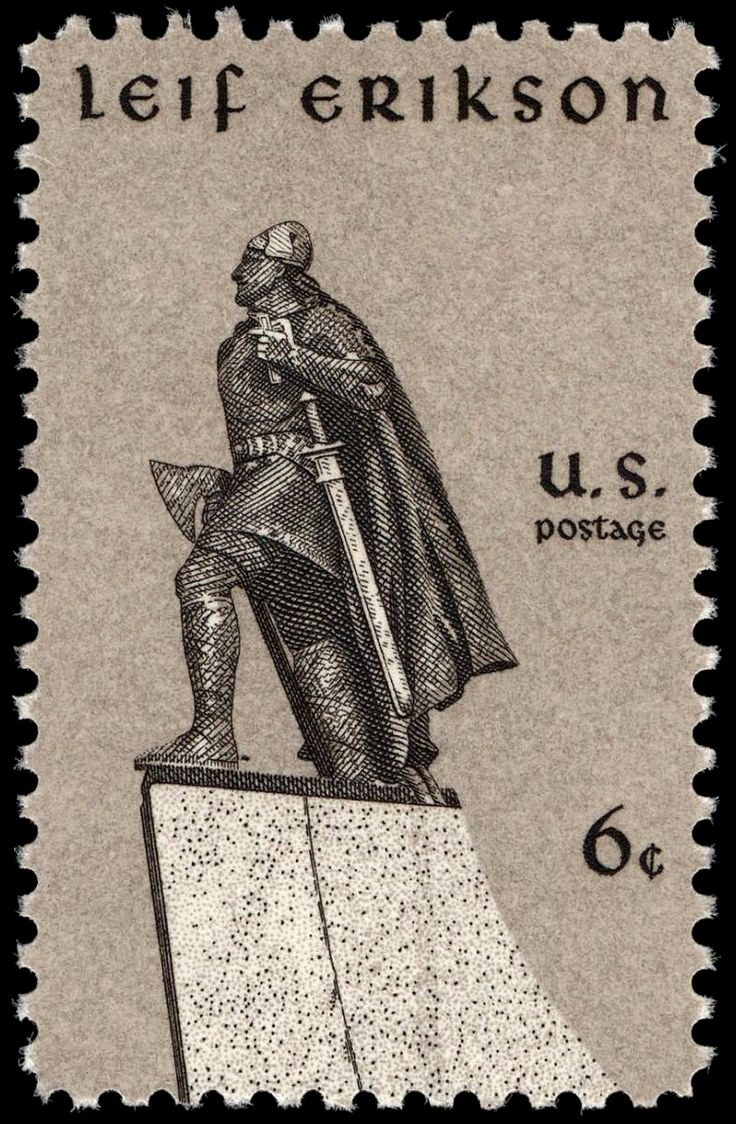
Segell commemoratiu d'Erikson, emès el 9 d'octubre de 1968, Dia de Leif Erikson

Les històries del viatge de Leif a Amèrica del Nord van tenir un efecte profund en la identitat i l'autopercepció dels posteriors nord-americans i immigrants nòrdics als Estats Units. La primera estàtua d'Erikson (d’Anne Whitney) va ser erigida a Boston l'any 1887 a instigació d’Eben Norton Horsford, que es trobava entre els que creien que Vinland podria haver estat localitzat al riu Charles o al cap Cod; No gaire després, es va erigir una altra fosa de l'estàtua de Whitney a Milwaukee. També es va erigir una estàtua a Chicago l'any 1901, després d'haver estat encarregada originalment per a l'Exposició Universal de 1893 coincidint amb l'arribada del vaixell víking reconstruït des de Bergen, Noruega. Una altra obra d'art realitzada per a l'Exposició Mundial de 1893, el quadre Leiv Eirikson Discovering America de Christian Krohg, estava en possessió d'una Associació Memorial Leif Erikson a Chicago abans de ser retornat a la National Gallery of Norway el 1900.
Amb motiu del centenari de la primera immigració oficial de noruecs a Amèrica, el president Calvin Coolidge va declarar a la Fira de l'Estat de Minnesota de 1925, davant una multitud de 100.000 persones, que Leif havia estat efectivament el primer europeu a descobrir Amèrica. Es van erigir estàtues addicionals d'ell al Capitoli de l'estat de Minnesota a St. Paul el 1949, prop del llac Superior de Duluth, Minnesota, el 1956, i al centre de Seattle.
El 1924, un grup de quatre formats per un suec, un anglès i dos nord-americans van intentar emular el viatge de Leif en un vaixell homònim de 40 peus, però es van perdre després d'arribar a la costa oest de Groenlàndia.
El 1930, es va erigir una estàtua de Leif al centre de la ciutat de Reykjavík, Islàndia, actualment situada davant de Hallgrímskirkja, com a regal dels Estats Units a Islàndia per commemorar el 1.000 aniversari d’Alþingi, el parlament d'Islàndia.
Els premis Leif Erikson, establerts el 2015, són atorgats anualment pel Museu d'exploració de Húsavík, Islàndia. Es concedeixen per èxits en l'exploració i en l'estudi de la història de l'exploració.
Diversos vaixells porten el nom de Leif: una rèplica de vaixells víkings, un ferri comercial de passatgers/vehicles, i una gran draga .
Erikson és recordat com Leif the Lucky al poema de Robert Frost Wild Grapes.

### Dia de Leif Erikson
El 1929, la Legislatura de Wisconsin va aprovar un projecte de llei per fer del 9 d'octubre el Dia de Leif Erikson a l'estat, i en els anys següents, diversos altres estats van adoptar lleis per observar el dia. El 1935, es va presentar una legislació al Congrés dels Estats Units que demanava l'observança federal del dia. Abans de l'aprovació de la legislació, es va modificar perquè l'observança només es produís el 1935 (que va ser, després d'una proclamació aquell any pel president Franklin D. Roosevelt). En les dècades següents, es van fer una sèrie d'intents infructuosos per aprovar una legislació que demanava que el president proclamés anualment el Dia de Leif Erikson. Els defensors finalment ho van aconseguir, quan, el 1964, el Congrés va autoritzar i va demanar al president que proclamés el 9 d'octubre de cada any com a Dia de Leif Erikson. En els anys posteriors, cada president ha emès una proclama anual demanant la celebració del dia.
Les Sagues no donen la data exacta de l'arribada de Leif a Amèrica, però només afirmen que va ser a la tardor de l'any. A proposta de Christian A. Hoen d’Edgerton, Wisconsin, el 9 d'octubre es va acordar per al Dia de Leif Erikson, ja que aquella ja era una data històrica per als noruecs a Amèrica, ja que el vaixell Restaurationen va arribar al port de Nova York el 9 d'octubre de 1825 de Stavanger amb la primera festa organitzada d'immigrants noruecs.

### Galeria d'art i escultures

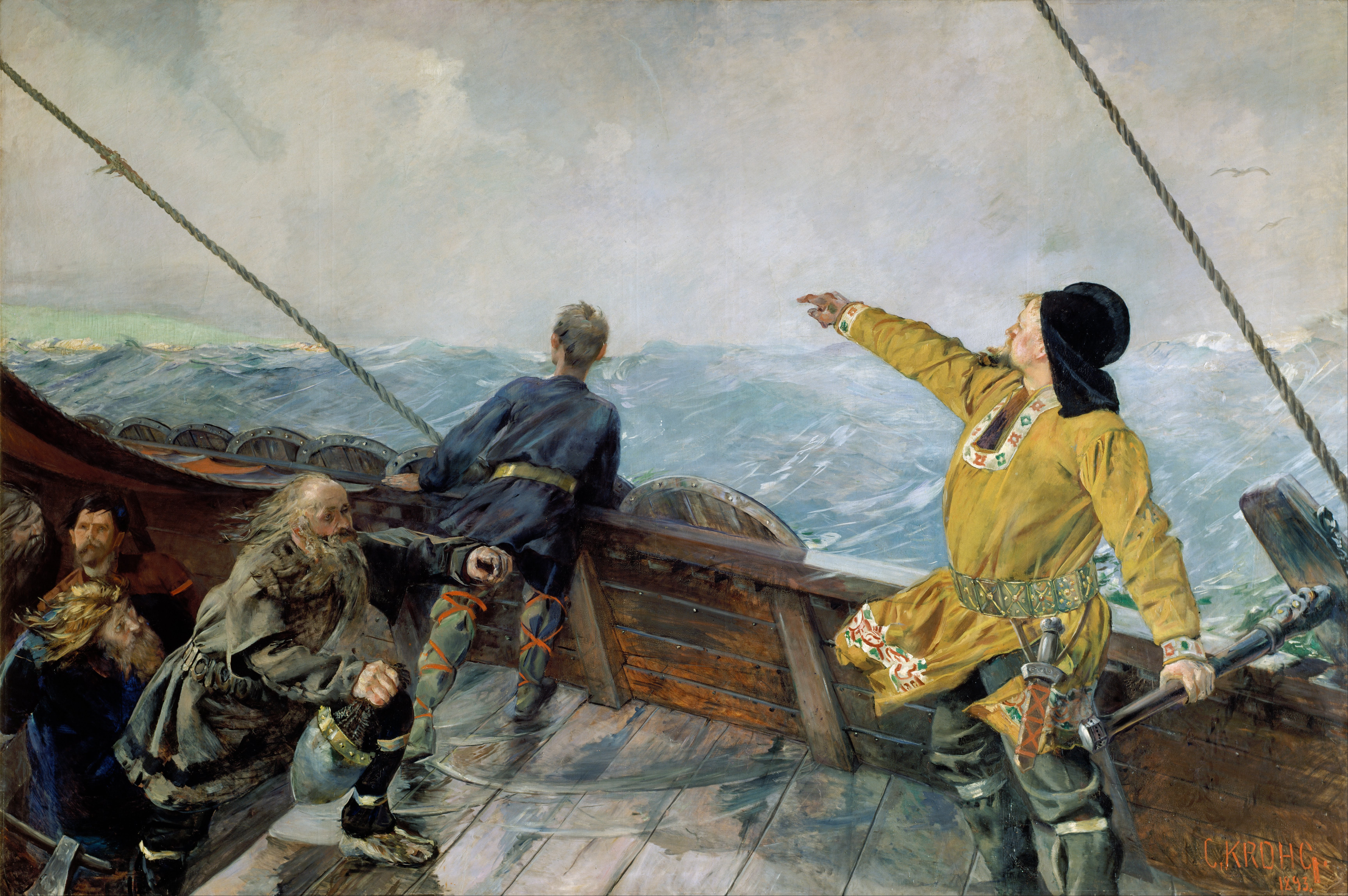
Leiv Eirikson descobrint Amèrica de Christian Krohg (1893)
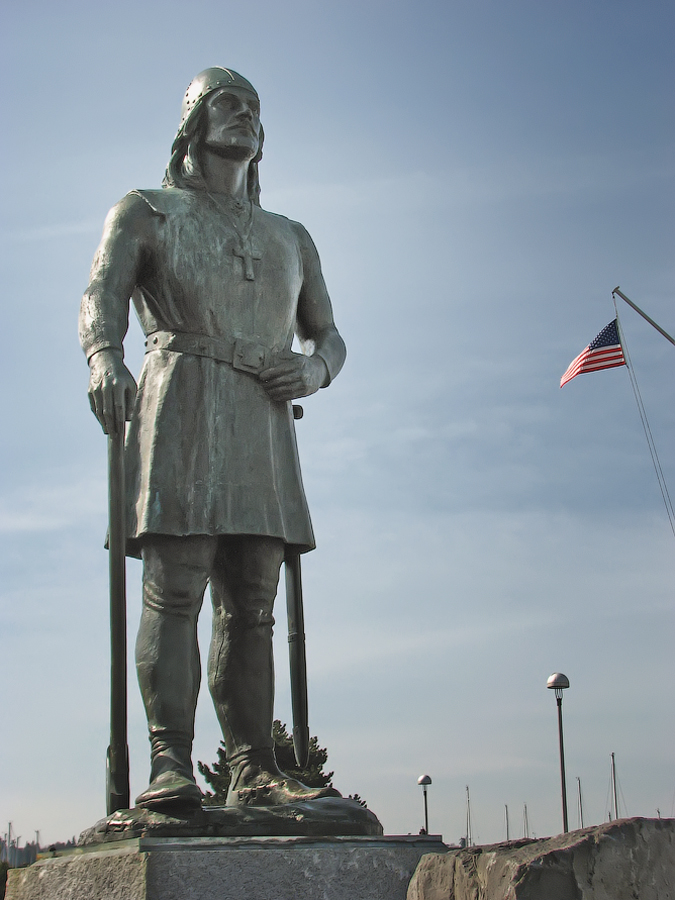
Estàtua commemorativa de Leif Erikson al port esportiu de la badia de Shilshole, port de Seattle
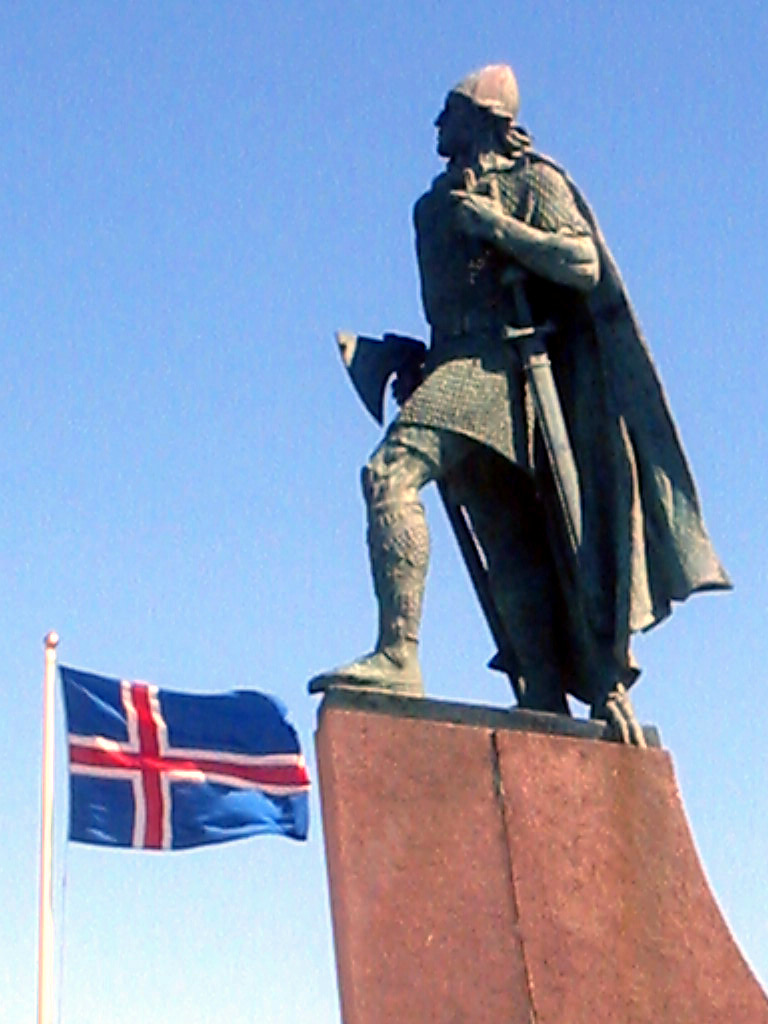
Memorial Leif Eriksson (1929–1932), Reykjavík, Islàndia. Aquesta estàtua es troba al davant de la Hallgrímskirkja. Hi ha una còpia d'aquesta estàtua a Newport News, Virgínia, EUA.
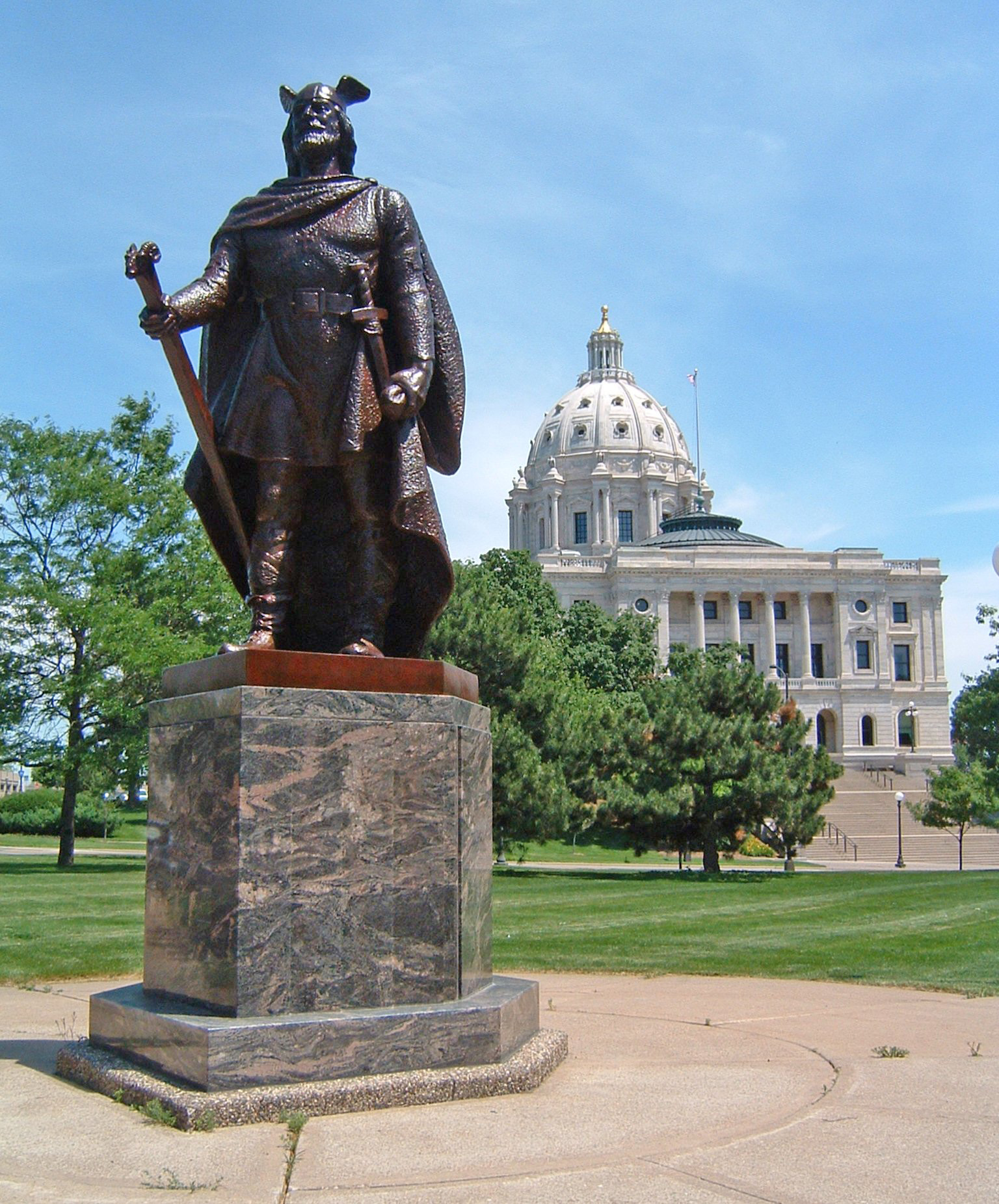
Leif Erikson de John K. Daniels, 1948–49, prop del Capitoli de l'estat de Minnesota.
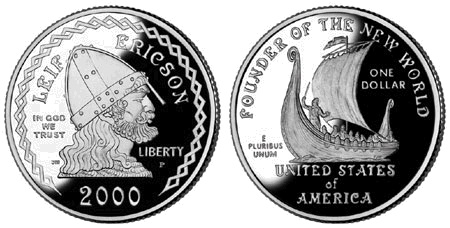
Un dòlar prova 'Leif Ericson' dels Estats Units, encunyat l'any 2000. Hi diu 'Fundador del Nou Món'

## En la ficció

El personatge ' Leif Ericson ' apareix en aquesta adaptació manga japonesa de les sagues Vinland.

- Leif és el personatge principal de la pel·lícula de 1928 El víking.[26]

- En literatura infantil, Leif l'Afortunat escrit i il·lustrat per Ingri i Edgar Parin d'Aulaire. Publicat per Doubleday & Company, Inc., 1941.[27]

- Leif és un dels personatges principals del manga Vinland Saga de Makoto Yukimura.[28]

- Leif és el personatge principal de la novel·la històrica juvenil Vinland the Good. L'autor és Henry Treece, i està il·lustrat per William Stobbs. És un relat d'exploracions de l'era víking, basat principalment en la saga de Groenlàndia.[29]

- An Old Captivity és una novel·la que inclou una seqüència de somnis amb un personatge anomenat Leif Ericson. En particular, també inclou un intent de descobrir assentaments víkings històrics mitjançant prospeccions aèries. Va ser escrit per Nevil Shute i publicat el 1940.[30]

- Leif és un personatge principal de la sèrie dramàtica històrica de Netflix Vikings: Valhalla interpretada per Sam Corlett.[31]